# Manchester (Dakota del Sud)
Manchester è una città fantasma della contea di Kingsbury, nella regione centro-orientale del Dakota del Sud. Il 24 giugno 2003, un tornado di categoria F4 sulla scala Fujita, ha causato la distruzione della città, causandone il suo abbandono da parte degli abitanti. Nel 2004, lo stato del Dakota del Sud ha ufficialmente sciolto l'amministrazione della città di Manchester.

## Storia
Come molte altre città del Dakota del Sud di quel periodo, la città fu fondata da una compagnia ferroviaria, in questo caso la Chicago and North Western Railway, per permettere il trasporto del cibo. Manchester fu fondata ufficialmente il 29 giugno 1881 con l'istituzione dell'ufficio postale. Grazie al trasporto ferroviario, la città si sviluppò rapidamente, portando all'aumento della popolazione. Allo stesso tempo, furono creati un ristorante, banche, stazioni di servizio, chiese, scuole superiori, alberghi e altri servizi urbani.
Tuttavia, nel XX secolo, a seguito del declino dell'industria ferroviaria, lo crescita della città venne rallentata. La maggior parte degli abitanti si trasferì in altre località, con l'arrivo della grande depressione, questo processo fu accelerato. Nel 1986 la ferrovia annunciò la cessazione del servizio ferroviario, comportando la città in uno stato di declino. Alla fine del 2003, più di dieci edifici della città erano ancora in uso.

### Distruzione

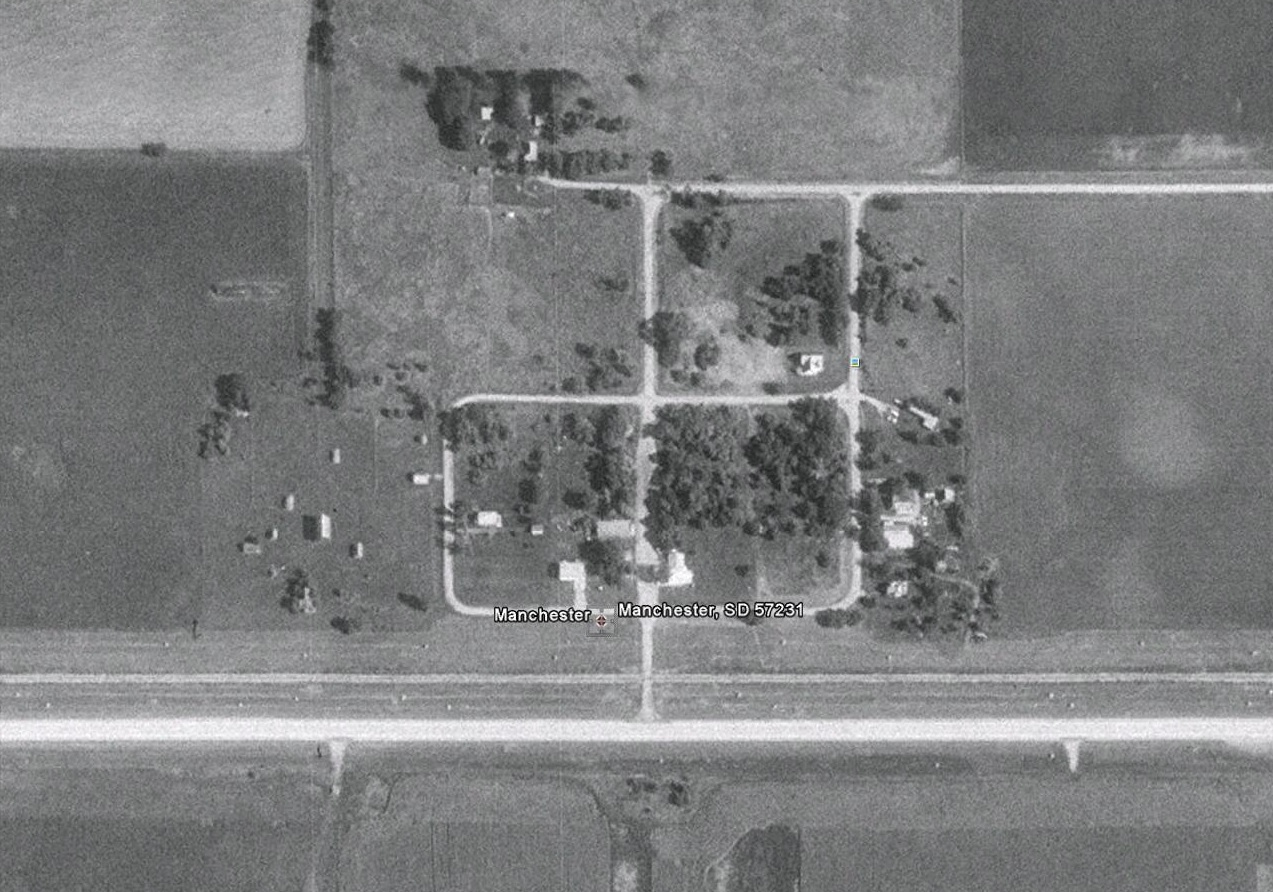
La fotografia aerea nel 1991

Il 24 giugno 2003, un tornado attraversò la parte orientale del Dakota del Sud. Il tornado rapidamente aumentò di potenza e assunse la forma di un cuneo. Quando raggiunse la città di Manchester, il tornado era diventato di categoria F4 e possedeva un diametro di circa un miglio.
Nel frattempo, il tornado raggiunse una velocità pari a 418 chilometri all'ora. Attraversò la parte meridionale della città, causandone la distruzione di abitazioni ed edifici. A quei tempi, vivevano in totale tre o quattro famiglie. Alcuni abitanti rimasero feriti e vennero trasportati all'ospedale.
Un'inchiesta dimostrò che la città era completamente distrutta.

### Stato attuale
Entro il 2010, la località era stata completamente abbandonata. Erano presenti solo le macerie di una casa sul sito della città. Dove gli alberi e le case furono rase al suolo, ora è presente un ampio spazio aperto e una strada sterrata abbandonata.
Il 25 giugno 2007, fu eretto un monumento sul sito della città fantasma per ricordare la storia passata e gli abitanti di una volta.